# باژنوو (شهرستان بلبیفسکی، باشقیرستان)
باژنوو (به لاتین: Bazhenovo) یک منطقهٔ مسکونی در روسیه است که در باشقیرستان واقع شده‌است.